# Aegus oxygonus
Aegus oxygonus là một loài bọ cánh cứng trong họ Lucanidae. Loài này được JAkowlew mô tả khoa học năm 1897.